# Irma Nissinen
Irma Kyllikki Nissinen-Kaasalainen, född Nissinen 18 april 1910 i Hangö, död 6 december 2003 i Åbo, var en finländsk violinist och musikpedagog.
Nissinen, som var dotter till läraren vid Sibelius-Akademien, director musices Lauri Nissinen och Hilma Ainamo (tidigare Andersin), genomgick sexklassigt läroverk och studerade vid Helsingfors konservatorium 1921–1934. Hon företog studieresor 1935, 1936, 1952, 1956 och 1961 till Tyskland, England, Belgien, Italien och Frankrike och var elev till bland andra Carl Flesch, Jacques Thibaud, George Enescu, Rudolf Kolisch och Max Rostal.
Nissinen var violinist i Helsingfors teaterorkester 1930–1935, konsertmästare 1934–1936, konsertmästare i Åbo stadsorkester 1936–1938, i Viborgs musikvänners orkester 1938–1940, i Tammerfors orkester 1940–1941 och i Åbo stadsorkester från 1941. Hon var verksam som musikpedagog från 1928 och lärare vid Viborgs musikinstitut 1939. Hon var solist vid konserter i Finland, Sverige, Tyskland samt gav egna konserter. Hon tilldelades Pro Finlandia-medaljen 1961.